# Kołodieży (obwód kurski)
Kołodieży (ros. Колодежи) – wieś (ros. деревня, trb. dieriewnia) w zachodniej Rosji, w sielsowiecie markowskim rejonu głuszkowskiego w obwodzie kurskim.

## Geografia
Miejscowość położona jest nad rzeką Sejm, 2 km od centrum administracyjnego sielsowietu markowskiego (Dronowka), 23 km od centrum administracyjnego rejonu (Głuszkowo), 135 km od Kurska.

## Demografia
W 2010 r. miejscowość zamieszkiwało 91 osób.